# Musiklektionen
Musiklektionen eller Dam vid spinett med en herre är en oljemålning av Johannes Vermeer från mellan 1662 och 1664. Den är utställd på Buckingham Palace i London. 

## Beskrivning av målningen
Musiklektionen har som motiv två personer vid en cembalo i hemmiljö. En ung kvinna sitter med ryggen mot betraktaren och en ung man, som kan vara hennes lärare, lyssnare eller vokalist, står bredvid och följer hennes spelning. Flickans ansikte speglas i en lutande spegel över cembalon, och i spegeln skymtar också artistens stativ. 
På cembalons lock finns inskriften "MUSICA LETITIAE CO[ME]S / MEDICINA DOLOR[IS]", 'Musik är en följeslagare i glädje och en tröst i sorg'. Till höger i målningen skymtar en tavla med ett religiöst motiv av Dirck van Baburen. Den visar den fängslade Cimon och hans dotter Pero och visar omsorg och välgörenhet. På golvet ligger en viola da gamba, vilken kan antyda möjligheten av musicerande tillsammans i harmoni.

## Proveniens
Målningens tidigaste ägare är något oklara. Troligen ägdes den av Pieter van Ruijven i Delft till 1674 och därefter av hans änka Maria de Knuijt till 1681 och senare av Magdalena van Ruijven och Jacob Dissius 1681–82. Den senare ägde den tillsammans med sin far Alexander 1685–94, varefter målningen såldes på auktion efter Dissius i Amsterdam i maj 1696 till konstnären Giavanno Antonio Pellegrini från Venedig. Hans änka sålde samlingen efter maken 1742 till den brittiske konsuln Joseph Smith i Venedig, som hade den till 1762.  
Sedan 1762 har Musiklektionen ingått i den brittiska kungliga samlingen genom ett köp av Georg III. Denne köpte ett antal böcker efter Joseph Smith, och målningen ingick i budet. När målningen införskaffades ansågs den dock vara ett verk av Frans van Mieris den äldre på grund av en feltolkning av dess signatur. Den attribuerades till Vermeer först 1866 av Théophile Thoré.